# Fritz Bock

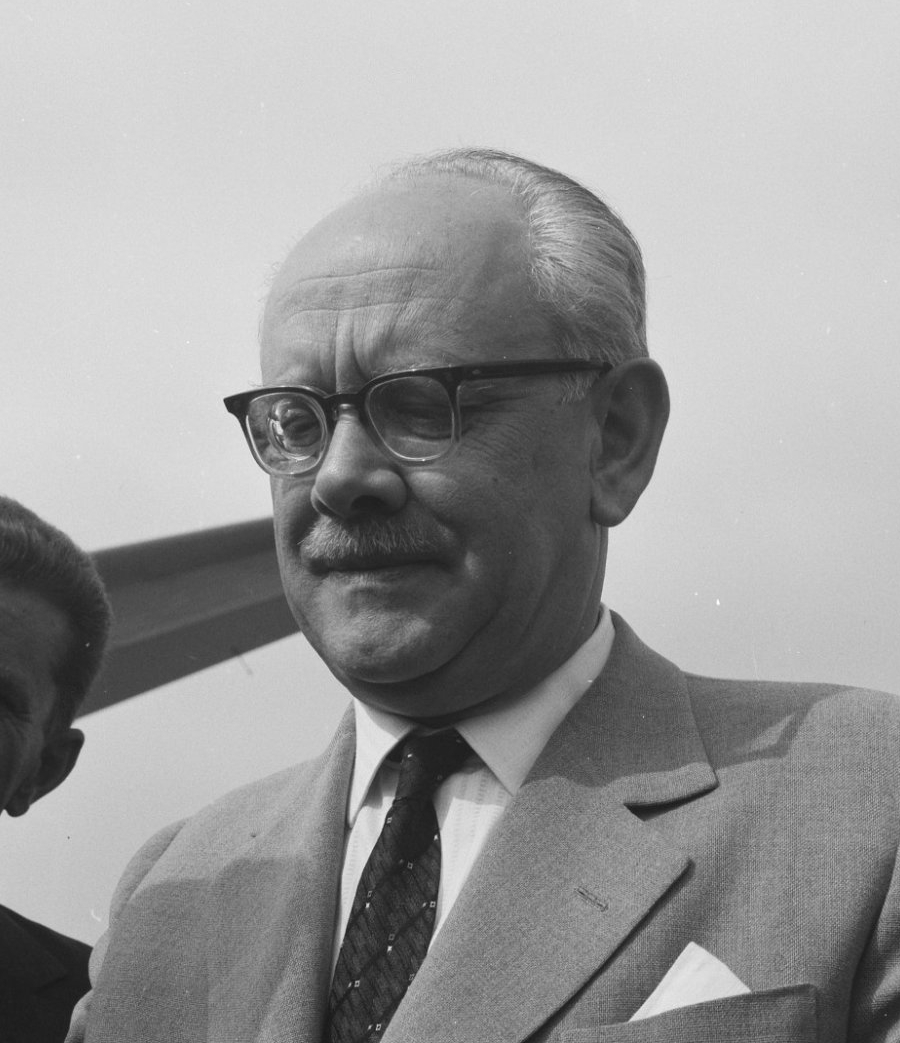
Fritz Bock (1964)

Fritz Bock (* 26. Februar 1911 in Wien; † 12. Dezember 1993 ebenda) war österreichischer Politiker und Mitbegründer der ÖVP. Als längstdienender Handelsminister Österreichs war er zuletzt auch Vizekanzler.

## Leben
Fritz Bock wohnte mit seinen Eltern (sein Vater, der auch Fritz Bock hieß, war Postamtsvorstand) in der Einwanggasse 14 in Penzing, das bis 1938 zum 13. Wiener Gemeindebezirk gehörte (genau gegenüber, auf Nr. 19, wuchs die fünf Jahre ältere Erika Mitterer, später Autorin, auf). Bock legte 1930 die Matura am Gymnasium Fichtnergasse in Wien-Hietzing ab, wo er sich in der Katholischen Mittelschülerbewegung engagiert hatte. Danach war er Mitglied der Katholischen Hochschülerschaft an der Universität Wien und studierte dort Rechtswissenschaft, bis er im Jahre 1935 zum Dr. jur. promovierte. Außerdem ließ er sich zum Vereidigten Buchprüfer und Steuerberater ausbilden.
Während der Diktaturregierung Kurt Schuschnigg war Fritz Bock als Propagandaleiter (Bundeswerbeleiter-Stellvertreter) der Vaterländischen Front für antinationalsozialistische Propaganda zuständig. Bis März 1938 war er stark an der Organisation der durch den Einmarsch der Wehrmacht verhinderten Volksabstimmung über den Erhalt der österreichischen Selbstständigkeit beteiligt. Nach dem „Anschluss Österreichs“ wurde Bock am 15. März 1938 verhaftet und kam Anfang April mit dem so genannten Prominententransport ins KZ Dachau. Er wurde jedoch 1939 wegen Haftunfähigkeit entlassen.
Während des Zweiten Weltkriegs war er als wehrunwürdig eingestuft, war mit Berufsverbot belegt und stand unter ständiger Überwachung der Gestapo. Trotzdem gelang es ihm, Kontakte zur österreichischen Widerstandsbewegung O5 zu knüpfen. Kurz vor Kriegsende entzog er sich einer neuerlichen Verhaftung, indem er ins oberösterreichische Innviertel flüchtete, das kurz darauf von der US-Armee befreit wurde.
Nach dem Krieg gehörte Fritz Bock 1945 zu den Gründern der Österreichischen Volkspartei (ÖVP), war Generalsekretär des Österreichischen Arbeiter- und Angestellten-Bundes (ÖAAB), Präsidiumsmitglied im Bundesverband österr. Widerstandskämpfer und Opfer des Faschismus (1946–1948), Generalrat der Nationalbank (1948–1953) und ab 1949 Abgeordneter zum Nationalrat. Er avancierte am 23. Jänner 1952 in der Bundesregierung Figl II zum Staatssekretär im Bundesministerium für Handel und Wiederaufbau, verblieb in den Kabinetten Figl III und Raab I auf diesem Posten, wechselte aber von Sommer 1955 bis Sommer 1956 als Staatssekretär ins Finanzministerium.
Über elf Jahre lang, vom 29. Juni 1956 bis zum 19. Jänner 1968, war Fritz Bock dann in den Bundesregierungen Raab II, Raab III, Raab IV, Gorbach I, Gorbach II, Klaus I und Klaus II Bundesminister für Handel und Wiederaufbau bzw. für Handel, Gewerbe und Industrie (1966–1968). In seinen letzten beiden Regierungsjahren fungierte er außerdem als Vizekanzler (1966–1968).
Nach Differenzen mit Bundeskanzler Josef Klaus schied er 1968 aus der ÖVP-Alleinregierung aus und wurde Aufsichtsratspräsident der Creditanstalt (1969–1989). Er war Präsident des Donaueuropäischen Institutes, der Bundeskonferenz der Freien Berufe und der Organisation für internationale Wirtschaftsbeziehungen sowie Vizepräsident des Dokumentationsarchives des österreichischen Widerstandes (DÖW).
Fritz Bock wurde 1955 in Salzburg in den Ritterorden vom Heiligen Grab zu Jerusalem investiert. Er war Gründer sowie von 1955 bis 1960 Leitender Komtur der Komturei Wien, Niederösterreich und Burgenland.
Bock war seit 1930 Urmitglied der K.Ö.H.V. Nordgau Wien sowie Ehrenmitglied der katholischen Studentenverbindungen K.Ö.St.V. Glückauf Leoben und K.Ö.H.V. Mercuria Wien im ÖCV.
Bock war mit Anna Dörrich verheiratet. Im 83. Lebensjahr erlag er am 12. Dezember 1993 einem Krebsleiden.
Er wurde am 21. Dezember 1993 auf dem Hernalser Friedhof im 17. Wiener Gemeindebezirk, Gruppe 25, Grab Nr. 56, bestattet.

## Auszeichnungen
- 1955: Ehrenbürger der Technischen Hochschule Wien
- 1956: Großes Goldenes Ehrenzeichen mit dem Stern für Verdienste um die Republik Österreich[3]
- 1959: Großes Goldenes Ehrenzeichen am Bande für Verdienste um die Republik Österreich[3]
- 1965: Ehrensenator der Universität Wien
- 1977: Ehrenzeichen für Verdienste um die Befreiung Österreichs[4]